# فيليببيادا
فيليببيادا (Φιλιππιάς) هي مدينة في بريفيزا في مقاطعة كينتريكي إلادا في اليونان.